# 青岛胶东国际机场

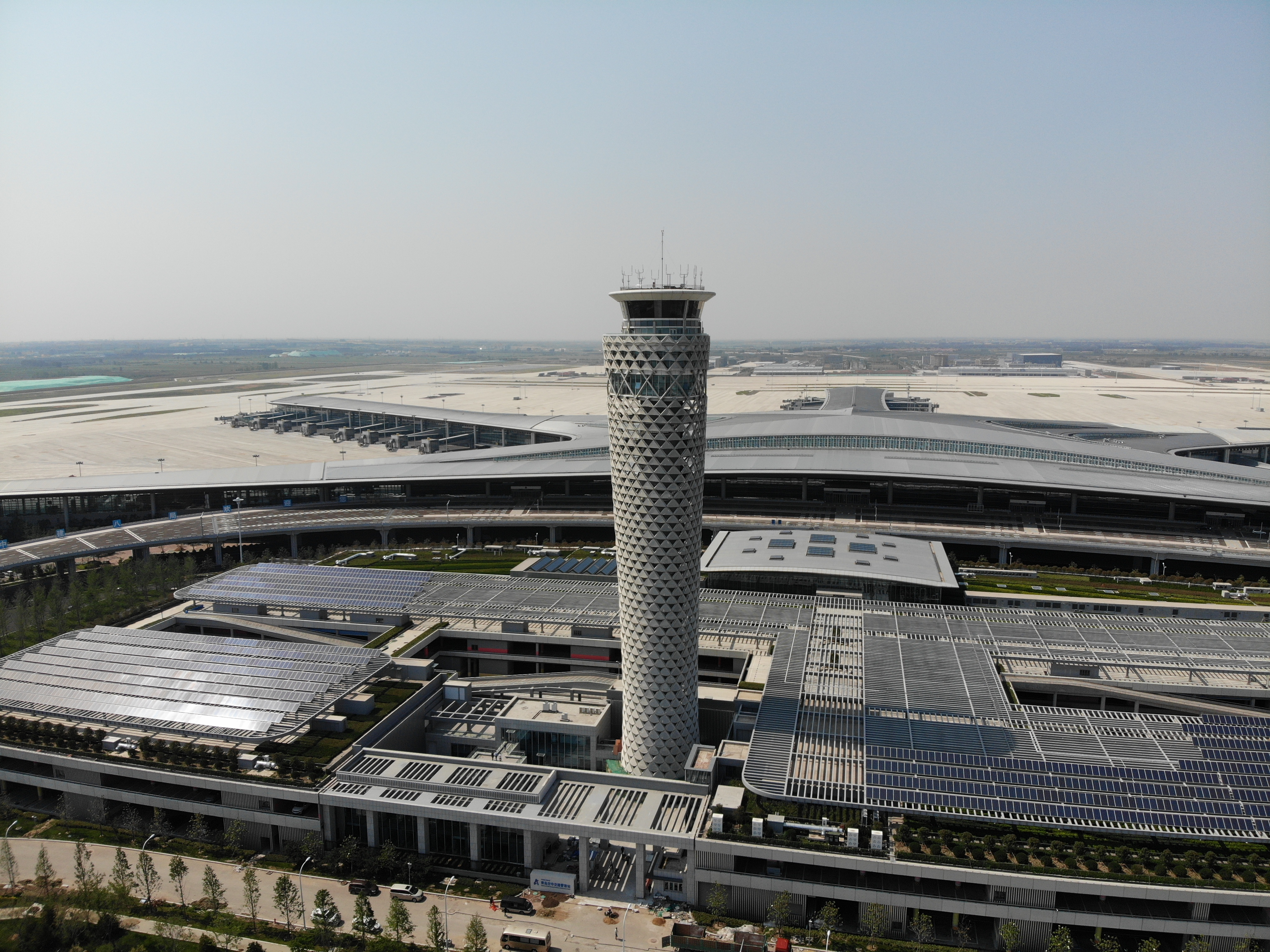
塔台、GTC及T1局部外观

青岛胶东国际机场，简称胶东机场，是一座位於中国山东省青岛市的4F级民用国际运输机场，是集航空、铁路、地铁、公路等多种交通方式于一体的综合枢纽。胶东机场的定位是东北亚国际航运综合枢纽，国际航空物流中心和多式联运中枢，区域性国际旅客中转枢纽和主要面向日韩的对外开放门户。
2024年胶东机场全年累计完成运输航班19.3万架次、旅客吞吐量2618.0万人次、货邮吞吐量27.9万吨，同比2023年分别增长13%、22%、7%，三大生产运营数据均创青岛机场开航以来历史新高。

## 地理位置
胶东机场地处山东省青岛市胶州市胶东街道，位于大沽河以西、铁路胶州北站站前大道以东、铁路胶济线和胶济客运专线之间，距青岛市中心约39千米，距胶州市中心东北11千米。

## 历史
2012年，青岛市新机场建设指挥部办公室委托空军设计局开展新机场选址工作。2013年1月，开展新机场概念规划暨航站楼方案征集国际招标；3月，青岛市发布概念规划暨航站楼方案资格预审公告；5月，选址报告确定胶东场址作为推荐场址，同期专家评审组从报名的24家国内外设计团队中推选确定7家设计团队；9月，胶东机场选址获民航局的批复。同期，专家组评审确定3个新机场航站楼概念规划暨航站楼入围方案；10月上旬，入围的3个方案在青岛规划展览馆6号展厅面向公众公开展示，社会各界人士约5600人到场参观，2000余人对方案满意度进行投票。2014年1月，近看形似“海星”，远看形似“齐”字的航站楼方案最终确定。
国务院、中央军委于2014年10月正式批复同意建设青岛新机场。2015年6月26日，建设工程奠基，计划总工期4年；2015年12月和2016年10月，第一和第二批次工程初步设计分别获得民航华东管理局和青岛市政府联合批复。
胶东机场原定于2019年竣工。但因建设进度延误，实际竣工时间为2020年6月。
2021年1月27日，膠東機場完成第一階段試飛，由東航的A350 XWB及山航的波音737-800負責。3月4日，民航华东地区管理局完成行业验收和使用许可证审查；5月20日，中国民航局空中交通管理局批复胶东地区空域调整方案；6月7日，中国民航局批复机场使用许可证，标志着胶东机场具备开航运营条件；6月18日，中国民用航空局正式确定运营时间为8月12日，同时关闭流亭机场。

## 总体规模

青岛胶东国际机场平面示意图（跑道、航站楼及GTC）

胶东机场规划占地30.65平方千米，计划分两期建设。平行跑道4条：东侧2条（东1长3600米、宽60米，东2长3200米、宽60米，北端平齐，相距435米），飞行区等级为4F；西侧2条（长3600米、宽45米，两端平齐，相距760米），飞行区等级为4E。航站楼3座：1号航站楼（T1）居中，2号航站楼（T2）、3号航站楼（T3）对称分居东南、西南两侧。

### 一期
一期工程于2021年8月12日投入使用，占地16.25平方千米，建设包含飞行区、航站区、货运区和公共区工程。
飞行区总面积约949万平方米（不含外排渠、调蓄水池），道面532.2万平方米，停机坪面积240.3万平方米。
建设东1（16/34）、西1（17/35）两条平行跑道，间距2184米，西1相对东1向南错开500米。初期实施双跑道隔离平行运行，东1主要用于起飞，西1主要用于降落。
东1跑道配建2条平行滑行道（A和B），均按照F类标准布置，道面宽25米，道肩宽17.5米。长度分别为3675米、3875.5。邻近站坪配备1条机位滑行通道（C），按照E类标准设计，道面宽23米，道肩宽10.5米，长1041米。
西1跑道同样配2条平行滑行道（D和E），均按照E类标准布置，道面宽23米，道肩宽10.5米，基于平面布置方案，长度均为3675米，临近站坪配备1条机位滑行通道（F），按照E类标准设计，道面宽23米，道肩宽10.5米，长1111米。
机场南北两端各设一组垂直滑行道，自北向南分别为J1、J2、J3和J4、J5，实现独立双向运行，分别可供E、F类飞机滑行。E类道面宽23米，道肩宽10.5米，F类道面宽25米，道肩宽17.5米，滑滑间距91米，两组垂滑内侧滑行道中心线间距为2431.5米。
机场共计拥有机位184个（近机位76个），其中客机坪机位147个、货机坪机位9个、公务机坪机位12个、除冰坪机位15个、隔离机位1个；复合机位共有9个，其中E类6个、F类3个。
航站区工程包括T1和综合交通中心（GTC）、信息中心（ITC）及能源中心（ETC）等。货运区工程包括国际货库、国内货库、快件中心等。配套区工程包括机场内市政道路、桥梁、管网和办公用房等。可满足高峰小时航班起降104架次，年飞机起降29.8万架次，旅客吞吐量3500万人次，货邮吞吐量50万吨的保障需求。

### 二期
二期工程计划近期开工，占地14.4平方千米。飞行区计划建设东2、西2两条平行跑道等设施。航站区计划建设T2及T3。二期建成后，机场可满足高峰小时航班起降136架次，年飞机起降45.2万架次，旅客吞吐量5500万人次、终端6000万人次，货邮吞吐量100万吨的保障需求。

## 航站楼

### T1
1号航站楼（T1）位于航站区北侧，最高点高度42.15米，建筑面积约48万平方米，加建2万平方米，设登机廊桥97座（3.1万平方米）。具有蓝色水元素的航站楼造型由中国建筑西南设计研究院和阿特金斯顾问（深圳）有限公司联合设计。景观设计通过对风和波浪的诗意描述引入蓝天自然光，照射在波浪般的微地形、特色种植和海风流动雕塑，营造波光粼粼的海面意境，与海星遥相呼应。
航站楼建筑采用集中尽端式构型、放射式五指状对称布局，呈现“海星”构型，体现了青岛的海洋特色。大厅与五指廊融为一体，旅客从值机厅至登机口的最远步行距离为550米。国际指廊位于中间，国内指廊位于两侧，便于国际与国内航班的中转联系，机位布置可根据国际运量的增长灵活调整。
T1楼建筑层数为5层，其中地上4层、地下1层，从高到低依次为4层（4F）、3层（3F）、2层（2F）、1层（1F）和负1层（B1）。
- 4F为出发厅，室外连接高架路的车道边，有观景平台（不开放）；室内最大净高约24米，厅内设置8组岛式值机，192个办票柜台，办理乘机手续及预安检，国际及港澳台安检、卫生检疫及海关边防联检；国际及港澳台值机区设有离境退税办理点及免税店，并与贵宾楼和酒店连通。
- 3F为出发层，候机指廊长度约450米，最小宽度约40米，办理国内安检，设有国内候机厅、国际候机厅，与登机口相连，并集中商业等功能。
- 2F为到达层，有国内、国际到达廊道，办理国际及港澳台卫生检疫及海关边防联检，可进行国内-国内、国际-国内航班中转，与GTC相连。
- 1F为迎宾厅，办理行李提取业务；可进行航班中转，设有贵宾区、国内国际远机位候机厅、迎宾厅，办理部分国内出发和到达；地面出入口4个，可换乘机场巴士或出租车。
- B1为交通厅，与迎宾厅和出发厅连接，并设置地下通道与GTC连接，机房区和管廊均设置有疏散楼梯。

- 海豚雕塑
- 鱼群雕塑及树木
- 中庭
- H岛
- B指廊（面向尽端）
- B指廊（面向中庭）
- 安检通道
- 指廊
- 观景平台（不开放）
- 行李提取区

### T2和T3
二期向南围绕GTC及ETC分列东西相向布置2号航站楼（T2）、3号航站楼（T3），提供机位106个，并通过陆侧车道边与T1联成整体，无需使用机场内部捷运系统。
T2、T3呈现“齐”字状的总体布局，蕴含齐鲁文化的底蕴。

## 塔台

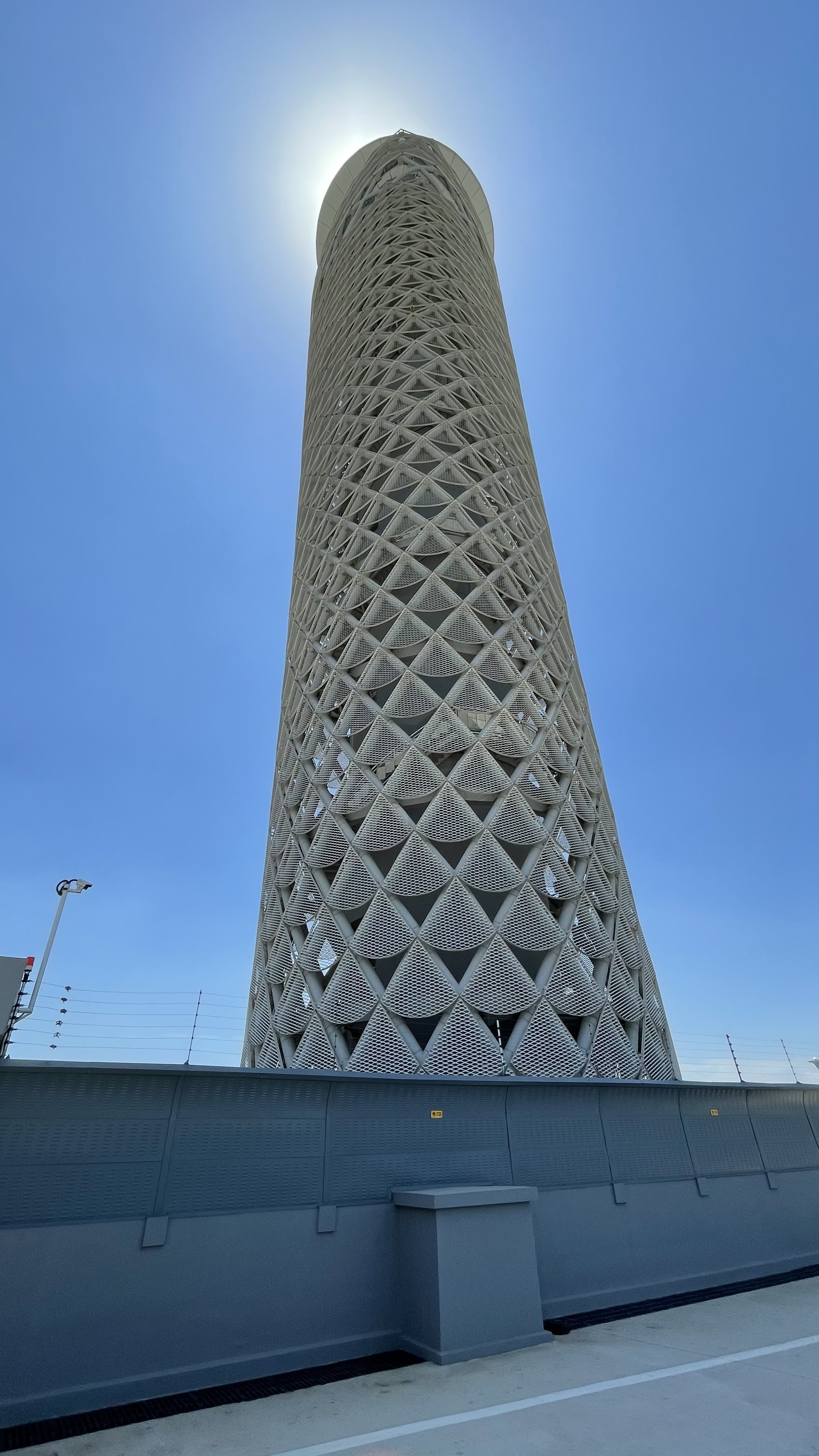
塔台外观

机场塔台坐落于机场GTC中南部略偏西，与GTC且四面相接。设计造型为螺旋上升的海螺曲线，寓意为机场的领航灯塔，其设计理念充分体现了青岛的海洋城市文化特色。工程由青建集团股份公司总承包施工，总建筑面积为3346.2平方米，主楼高度93.1米，地下2层，地上17层，裙房地上局部3层。塔台主楼为钢结构外筒—钢筋混凝土剪力墙核心筒内筒结构；整体呈两端粗、中部细的双曲网桥结构。
作为机场空管工程重要组成部分，胶东机场空管业务区位于机场塔台外2.8千米，驻有中国民航青岛空中交通管理站（青岛空管站），于2021年8月2日提前10日从流亭机场迁入。管制大厅面积1800平米，技术保障部门位于一楼，二楼是区域管制室、进近管制室。青岛区域管制（青岛ACC）是上海飞行情报区下辖的中低空区管制区，负责山东半岛及部分东海、部分黄海7800米以下空域的空中交通管制、情报和告警服务。青岛进近管制（青岛APP）则负责青岛机场附近6000米以下空域。

## 交通
机场交通以GTC为中心，涵盖铁路、地铁、长途汽车、机场快线、城市公交、巡游出租车、网约车、共享汽车、私家车等多种运输方式。

### GTC
综合交通中心（GTC）位于机场的核心位置，北邻T1，东南为T2（二期）、西南为T3（二期），机场高架路引桥环绕周边，铁路及地铁从地下南北贯穿。建筑面积20.1万平方米，其中换乘中心4.3万平方米、停车楼13.8万平方米（车位3780个）、商业区2万平方米。
GTC建筑层数为4层及1夹层，从高到低依次为3层（3F）、2层（2F）、1层（1F）、负1夹层（B1a）和负1层（B1）。
- 3F：P1停车场、共享汽车停车场和网约车停车场。
- 2F：P2、P3停车场，可通往酒店和贵宾楼，设有连通T1的连桥（+5.625米）。
- 1F：P4、P5停车场，并可通往地面公交车站、长途汽车站和旅游巴士站。
- B1a：P6、P7停车场。
- B1：P8、P9停车场，地铁及国铁站厅（-8.15米），设有连通T1的通道（-6.50米）。
- GTC下部：地下行李通道（-12.50米），地铁站台（-16.51米）及国铁站台（-20.06米）。

### 铁路

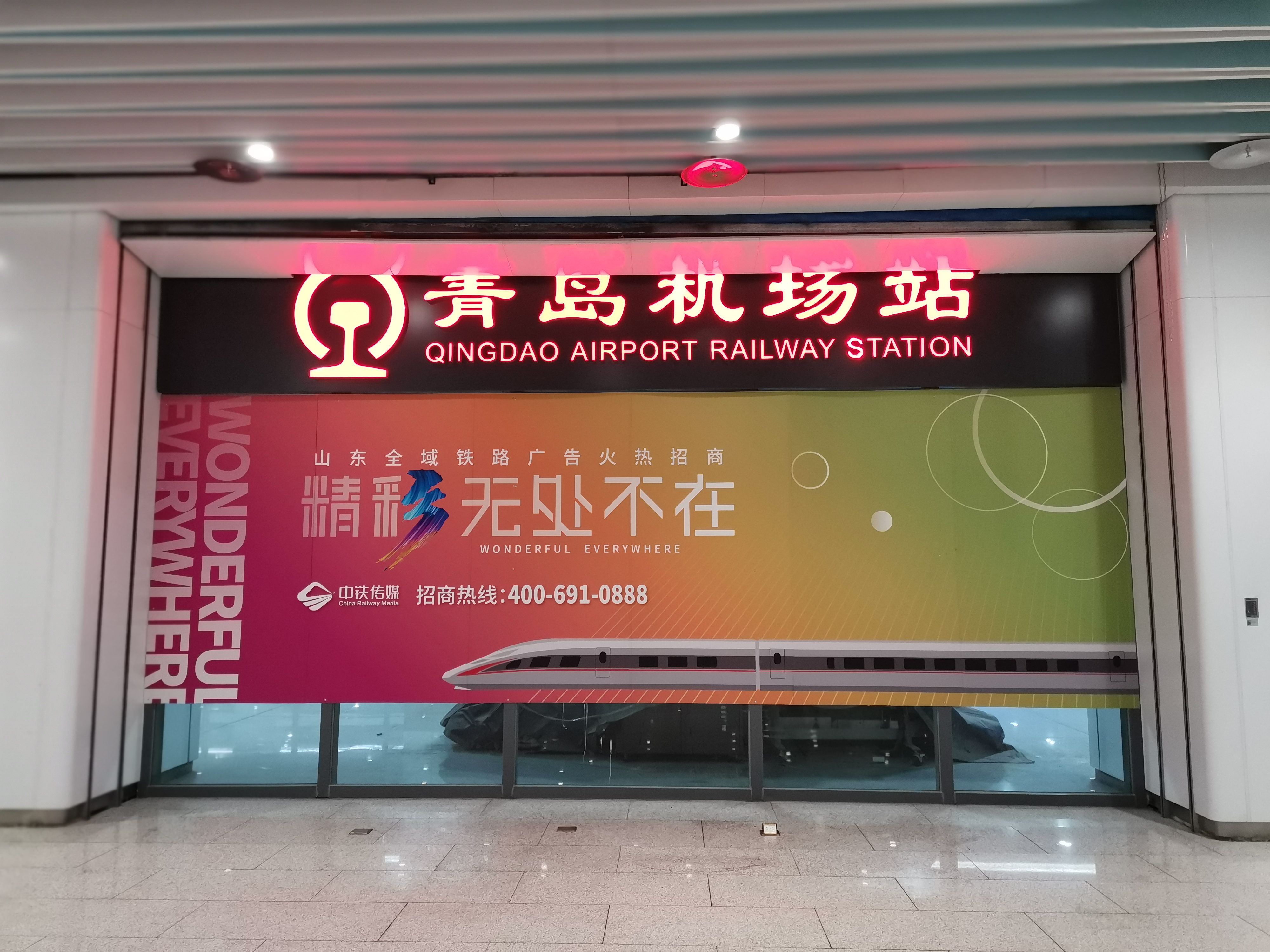
铁路青岛机场站

机场GTC地下设铁路青岛机场站，站厅及站台站房建筑面积7.14万平方米。该站为铁路济青高铁的中间站，可向北在胶州北站与胶济客运专线换乘，向南在红岛站与青盐线换乘，形成机场与国家铁路网的连通。

### 地铁
机场GTC地下设青岛地铁胶东机场站，站房建筑面积3.06万平方米。该站目前为青岛地铁8号线的中间站，规划可与地铁另一条线路同台换乘，形成机场与主城区的快速连接。

### 公路
机场东侧建有北接青银高速、南接青兰高速的青岛胶东机场高速。机场进场路在机场南枢纽立交与机场高速相接，实现机场与国家高速公路网的连通。

## 航空公司基地
机场现有中国东方航空、山东航空和青岛航空3家航空公司基地。另外，首都航空基地和厦门航空基地项目已与青岛胶东临空经济示范区签约，后期将视情况适时启动建设。

### 东航基地
中国东方航空青岛胶东国际机场基地位于T1南侧，占地面积为9.15万平方米，绿化面积为3.4万平方米，总建筑面积为7.78万平方米，主要建筑包括综合楼、出勤楼、员工餐厅、运动场、地下建筑等。
综合楼建筑面积1.94万平方米，共七层，集办公、会议、培训于一体。
出勤楼中部的山东机场控制中心（ACC）涵盖运行、服务、维修等各个系统，在日常的运行中承担着信息发布、应急处置、航班保障、运行决策等职责，负责辖区机场不正常航班的实时监控和快速处置。大厅内共设置60余席位，有由48块显示屏组成面积40余平方米的大屏，用于投放在生产运行中经常使用的系统和界面，用于直观了解当前的运行态势，对当前运行做出判断。出勤楼二楼的应急指挥中心和应急决策中心可直接观察ACC大厅情况。联合派遣大厅根据飞行派遣流程，设有飞行准备室、联合准备室、飞行体检室、乘务安全员签到室、乘务化妆间、证照器械管理室、机组车调度室等。出勤楼南北的两栋（C1、C2），分别为机组过夜用房的南楼，共192间，和倒班宿舍的北楼，共180间，为地服、运行等地面值班人员值班使用。设有空勤体训室、体育馆、洗衣房、航医室等功能。
员工餐厅共三层，分别为地面人员用餐区域、空勤人员用餐区域，以及多功能厅。

## 航空公司及航点
本列表更新于2025年6月
| 航空公司           | 目的地 |
| ------------------ | --- |
| 山東航空（SC）     | 境内：阿克苏、北京/首都、长春、长沙、常州、成都/天府、重庆、大连、福州、广州、桂林、贵阳、海口、杭州、哈尔滨、合肥、呼和浩特、建三江、景德镇、昆明、兰州、陇南、南昌、南京、宁波、上海/虹桥、上海/浦东、沈阳、深圳、十堰、太原、乌鲁木齐、武汉、武夷山、厦门、西安、西宁、银川、张家界、舟山、珠海 港澳台：香港、台北/桃园 東北亞：首爾/仁川、大阪/关西 东南亚：曼谷/素万那普 |
| 中國東方航空（MU） | 境内：长春、长沙、成都/天府、重庆、大连、大庆、鄂尔多斯、赣州、广州、贵阳、海口、杭州、哈尔滨、合肥、衡阳、呼和浩特、惠州、佳木斯、揭阳、昆明、兰州、丽江、柳州、南昌、宁波、齐齐哈尔、三明、上海/虹桥、上海/浦东、沈阳、深圳、太原、温州、武汉、无锡、西安、西宁、西双版纳、延吉、银川 港澳台：台北/桃园 東北亞：首尔/仁川、大阪/关西、东京/成田、福岡 西亚：杜拜            |
| 青岛航空（QW）     | 境内：长春、长沙、成都/天府、大连、贵阳、海口、哈尔滨、合肥、呼伦贝尔、揭阳、喀什、库车、兰州、丽江、南昌、南宁、宁波、泉州、沈阳、台州、乌鲁木齐、温州、西双版纳、延吉、郑州、舟山、珠海 港澳台：香港（2025年9月2日復辦） 東北亞：首爾/仁川、济州、大阪/关西、名古屋/中部、静冈 东南亚：曼谷/素万那普、吉隆坡                                                                |
| 首都航空（JD）     | 境内：巴中、长春、长沙、贵阳、海口、合肥、荆州、南京、南宁、沈阳、西安 欧洲：倫敦/希斯羅、倫敦/蓋特威克（包機）、莫斯科/谢列梅捷沃 澳洲：悉尼（2025年10月26日停辦）、墨尔本 |
| 中國南方航空（CZ） | 长春、长沙、重庆、大连、大庆、广州、贵阳、哈尔滨、呼和浩特、揭阳、南宁、上海/浦东、沈阳、深圳、乌鲁木齐、武汉 |
| 廈門航空（MF）     | 长春、长沙、福州、杭州、哈尔滨、泉州、三亚、沈阳、厦门、珠海 |
| 吉祥航空（HO）     | 长春、长沙、成都/天府、赤峰、杭州、哈尔滨、上海/浦东、无锡 |
| 海南航空（HU）     | 广州、海口、杭州、宁波、三亚、太原、乌鲁木齐、武汉、西安 |
| 天津航空（GS）     | 池州、大连、贵阳、乌鲁木齐、西安、榆林 |
| 四川航空（3U）     | 成都/双流、成都/天府、重庆、西安 |
| 春秋航空（9C）     | 成都/天府、南昌、宁波、沈阳 |
| 中國國際航空（CA） | 北京/首都、成都/双流、武汉 |
| 东海航空（DZ）     | 长治、昆明、深圳、宜昌 |
| 苏南瑞丽航空（DR） | 昆明、太原、西双版纳 |
| 北部湾航空（GX）   | 赣州、南宁、襄阳 |
| 上海航空（FM）     | 鸡西、上海/虹桥 |
| 金鵬航空（Y8）     | 上海/浦东、武汉 |
| 湖南航空（A6）     | 呼伦贝尔、昆明 |
| 西部航空（PN）     | 重庆、哈尔滨 |
| 福州航空（FU）     | 哈尔滨、福州 |
| 深圳航空（ZH）     | 广州、深圳 |
| 华夏航空（G5）     | 重庆、台州 |
| 奥凯航空（BK）     | 长沙、沈阳 |
| 江西航空（RY）     | 南昌、沈阳 |
| 中国联合航空（KN） | 成都/天府 |
| 成都航空（EU）     | 成都/天府 |
| 祥鹏航空（8L）     | 昆明 |
| 桂林航空（GT）     | 桂林 |
| 九元航空（AQ）     | 广州 |
| 长安航空（9H）     | 西安 |
| 龙江航空（LT）     | 太原 |
| 國泰航空（CX）     | 香港 |
| 澳門航空（NX）     | 澳門 |
| 大韓航空（KE）     | 首爾/仁川、釜山 |
| 濟州航空（7C）     | 首尔/仁川 |
| 真航空（LJ）       | 首尔/仁川 |
| 釜山航空（BX）     | 釜山 |
| 可依航空（RF）     | 清州 |
| 全日本空输（NH）   | 东京/羽田 |
| 酷航（TR）         | 新加坡 |
| 越捷航空（VJ）     | 芽庄（包机） |

## 数据统计
请参阅源Wikidata查询.

## 其他

### ITC
机场信息中心（ITC）是机场航站区的弱电控制中心，是维护机场正常运营及航空安全的重要保障。ITC位于GTC西南，北侧距ETC47米，南侧距酒店67米，西侧距规划3号航站楼（T3）用地60米，东侧距机场高架路25米，总用地面积1.33万平方米，总建筑面积1.79万平方米。建筑层数共6层，分地上5层、地下1层，建筑高度23米，地面停车位135个。
ITC配有应急指挥中心、会议中心兼重要新闻发布厅，安保中心（SMC）、IT监控管理中心、呼叫中心兼应急电话咨询室、信息主机房、会议培训室兼小型新闻发布厅，运控中心（AOC）、离港机房及监控中心、测试中心、有线通讯机房等，是机场的运控、数据、网络中心。

### 能源设施
机场能源中心（ETC）为机场运营提供所必需的能源，是国内首批建设的机场独立能源中心之一。ETC位于GTC西侧、T1的A指廊南侧，南邻ITC，总用地面积2.26万平方米，总建筑面积1.76万平米，建筑层数共5层，分地上4层、地下1层。停车位76个。ETC安装有冷热电三联供和水蓄冷系统，可使机场在供冷季、供暖季和全年的节能效率方面得到提高，年综合用能效率达到90%以上，相较于传统机场的提高近10个百分点。
机场共设4座能源站，1号能源中心即ETC，2号能源站及2号能源子站位于机场南部的工作区，3号能源站位于机场北部的货运区。
机场共规划4座地面加油站，其中2座飞行区加油站分居机场西北部和东南部，1座工作区加油站位于机场南部，1座货运区加油站位于机场北部。
机场110kV变电站位于2号能源站附近。机场中轴线东侧从北向南分布有4号、2号、6号、7号开闭所，西侧从北向南分布有3号、1号、5号、8号开闭所。

### 机场酒店
作为机场主要服务配套的青岛国际机场君廷酒店和青岛国际机场邦臣酒店位于GTC东侧、T1的E指廊南侧，可通过室内通道步行往返航站楼，可专享安检通道，一站式登机。酒店配备豪华五星及标准四星的设施设备，豪华客房及套房570间（其中君廷245间、邦臣325间）。君廷九层的君誉会酒廊和商务中心，提供专属贵宾礼遇和私密会议室。酒店配备3个餐厅（塞纳宫西餐厅、漫垛西餐厅、御粟轩中餐厅），1个大堂吧（博戴咖啡）和1个酒吧（肖邦吧）。酒店拥有水疗、24小时健身房、室内泳池等娱乐休闲设施。宴会及会议区域超过1500平方米，包括一间800平方米的无柱式大宴会厅和一间338平方米的多功能厅，6间会议室面积从56平方米到130平方米不等，均配备专业视听设施，可举办各类会议、宴会、鸡尾酒会、茶歇及各种接待活动。

## 事故
2022年1月24日，在山东青岛胶东国际机场内，一架由青岛航空管理并使用的空中客车A320飞机在机场内拖移时，将一名随同飞机移动的机务工程人员碾压，造成该人员死亡。这架涉事的飞机编号为B-30FG，公开资料显示，该客机型号为空中客车A320neo型飞机，2020年7月底加入青岛航空机队。2023年1月6日，中国民航华东地区管理局航安委调查显示，该事件是由于涉事客机完成检修后在拖行中，地面拖机指挥员未按规定携带对讲机，其佩戴耳机的耳机线被牵引车轧断后，未能有效及时指挥停止拖行，在整理耳机线过程中随身携带文件又散落掉地，蹲下拾取检查单时背对主轮，不幸被飞机右内侧主轮碾轧致死。民航监管机构认为，青岛航空这起地面不安全事件构成了一起人为原因民用航空器地面一般事故，青岛航空公司安全管理存在缺失是事故发生的次要原因。